# Archivio Eiss
L'Archivio Eiss fa riferimento alla raccolta di documenti ed oggetti che documentano il salvataggio degli ebrei minacciati dall'Olocausto, durante la seconda guerra mondiale, da parte dei diplomatici polacchi.

## Storia
L'archivio prende il nome da Chaim Yisroel Eiss, attivista e rabbino ebreo, che durante la seconda guerra mondiale partecipò alla nascita del Gruppo Ładoś (noto anche come Gruppo Bernese), un gruppo di diplomatici polacchi e attivisti ebrei guidati dall'ambasciatore polacco in Svizzera a Berna, Aleksander Ładoś. Durante la guerra il gruppo sviluppò un sistema di produzione illegale di passaporti latinoamericani finalizzato a salvare gli ebrei europei dall'Olocausto. Alcuni documenti arrivarono in Israele tramite un discendente di Eiss.
I documenti che formano l'Archivio sono stati acquisiti dal Ministero della cultura polacco nel 2018, grazie ad un collezionista privato in Israele. Sono stati esposti nell'ambasciata polacca in Svizzera nel gennaio 2019 e successivamente trasferiti al Museo statale di Auschwitz-Birkenau.

## Contenuto
La raccolta comprende otto passaporti paraguaiani falsi, la corrispondenza tra le persone da soccorrere e i diplomatici polacchi e le organizzazioni ebraiche, le foto degli ebrei che cercarono di ottenere i documenti oltre ad un elenco di migliaia di individui, ebrei polacchi nei ghetti della Polonia occupata, in comunicazione con gli attivisti.

## Rapporto
I documenti nell'archivio Eiss hanno contribuito a stabilire che 330 persone sono sopravvissute all'Olocausto grazie agli sforzi del Gruppo Ładoś. Nonostante i loro sforzi, 387 persone sono state identificate tra le vittime dell'Olocausto anche se in possesso dei passaporti falsi. La sorte delle altre 430 persone, conosciute per aver comunicato con il gruppo, non è nota.